# 2 of Amerikaz Most Wanted
«2 of Amerikaz Most Wanted» — композиция Тупака Шакура, к альбому All Eyez on Me. Сингл «2 of Amerikaz Most Wanted» записан исключительно как промо, не для коммерческой прибыли. В записи принял участие рэпер Snoop Dogg.
В 1998 году композиция вошла в список к сборнику лучших хитов Тупака; а в 2003, к альбому Nu-Mixx Klazzics был записан ремикс, в котором отсутствовал Snoop Dogg, но при участии рэпера Crooked I.

## Видеоклип
8 апреля, за пять месяцев до смерти Тупака, был снят видеоклип, в котором приняли участие оба исполнителя. В самом начале клипа присутствуют двое персон, напоминающих Puff Daddy и The Notorious B.I.G., которых Тупак называет как «Buff Daddy» и «Piggie» соответственно, с которыми он обсуждает стрельбу 1994 года.
Сам клип о том, как исполнителей пытаются обвинить в преступлении. В клипе, на заднем плане, часто появляются участники группы Tha Dogg Pound — Daz и Kurupt.

## Прочее
- Фраза «I keep my hand on my gun, ’cos they got me on the run», ссылается на трек «The Message» в исполнении Grandmaster Flash[1].
- Клип был снят за четыре месяца до смерти Тупака, в которой винят участников Bad Boy Records.